# Хофер, Норберт
Норберт Хофер (нем. Norbert Hofer; род. 2 марта 1971, Форау) — австрийский политик, член правой политической партии Австрийская партия свободы (FPÖ). Кандидат в президенты Австрии на выборах в 2016 году, после ухода в отставку действующего президента — один из трёх исполняющих обязанности президента.

## Биография
В 1990 году окончил отделение авиационных технологий в технологическом училище города Айзенштадт (HTBLA Eisenstadt). К 1994 году работал в авиакомпании Lauda Air. С 1996 по 2007 год Хофер был секретарём Партии свободы в Бургенланде, с 2006 года — Заместитель председателя. С 1997 по 2007 годы он входил в совет города Айзенштадт.
В 2006 году впервые получил мандат члена Национального совета, переизбирался в 2008 и 2013 годах. В 2013 году он стал вице-спикером парламента Австрии.
В 2016 году Хофер выступает кандидатом от Партии свободы на пост президента Австрии. В первом туре выборов, состоявшемся 24 апреля, он набрал 35,05 % голосов, став, таким образом победителем первого тура с большим отрывом; второе место в первом туре занял независимый кандидат, бывший лидер партии зелёных, Александр Ван дер Беллен (21,34 %). Этот результат вызвал сенсацию: впервые за послевоенную историю Австрии реальным кандидатом в президенты является политик от Партии свободы; более того — впервые во втором туре не будет кандидатов от «основных» австрийских партий — социал-демократической (SPÖ) и народной (ÖVP). Второй тур состоялся 22 мая 2016 года. Хофер получил 49,7 % голосов избирателей, в то время как его соперник Александр ван дер Беллен — 50,3 %.
1 июля 2016 года Конституционный суд Австрии отменил итоги второго тура президентских выборов из-за нарушений, выявленных в 94 из 117 избирательных коллегий. Новое голосование из-за переноса состоялось 4 декабря 2016 года, в результате которого победил Ван дер Беллен, набрав 53,69 % голосов
С 8 июля 2016 по 26 января 2017 года исполнял обязанности президента Австрии в числе тройки Председателей Национального совета, совместно с Дорис Бурес и Карлхайнцем Копфом.